# Kensuke Fukuda
Kensuke Fukuda (福田 健介 Fukuda Kensuke?), född 24 juli 1984 i Shizuoka prefektur, är en japansk fotbollsspelare.
Fukuda började sin karriär 2007 i Tokyo Verdy. Efter Tokyo Verdy spelade han för Ventforet Kofu, V-Varen Nagasaki och Tochigi SC.